# Ivo Iličević
Ivo Iličević (Aschaffenburg, 1986. november 14. –) horvát labdarúgó, középpályás. Jelenleg a Kajrat Almati játékosa.

## Pályafutása

### Klubcsapatban
Iličević a profi karrierjét az SV Darmstadt 98 csapatában kezdte. 2006 nyarán leigazolta a VfL Bochum. De itt nem nagyon tudott gyökereket verni így kétszer is kölcsönadták. Először a Greuther Fürth vette kölcsön 2008 januárjában. Majd 2009 nyarán a Kaiserslautern is kölcsönvette. Utóbbi csapatnál annyira meg voltak vele elégedve, hogy le is igazolták. A Bayern München elleni 2-0-s diadalban ő is kivette a részét egy góllal. 2011 augusztus legvégén  négyéves szerződést írt alá a Hamburger SV csapatával.

### A válogatottban
Iličević 2007 és 2008 között a Horvát U21-es csapatban játszott. 2010. október 12-én mutatkozott be a felnőtt válogatottban Norvégia ellen Zágrábban. Első gólját a válogatottban a Csehek ellen szerezte egy barátságos mérkőzésen jó 40 méterre a kaputól. Az utolsó pillanatokban sérülés miatt maradt ki a 2012-es labdarúgó-Európa-bajnokság keretéből.